# Amadou Hampâté Bâ

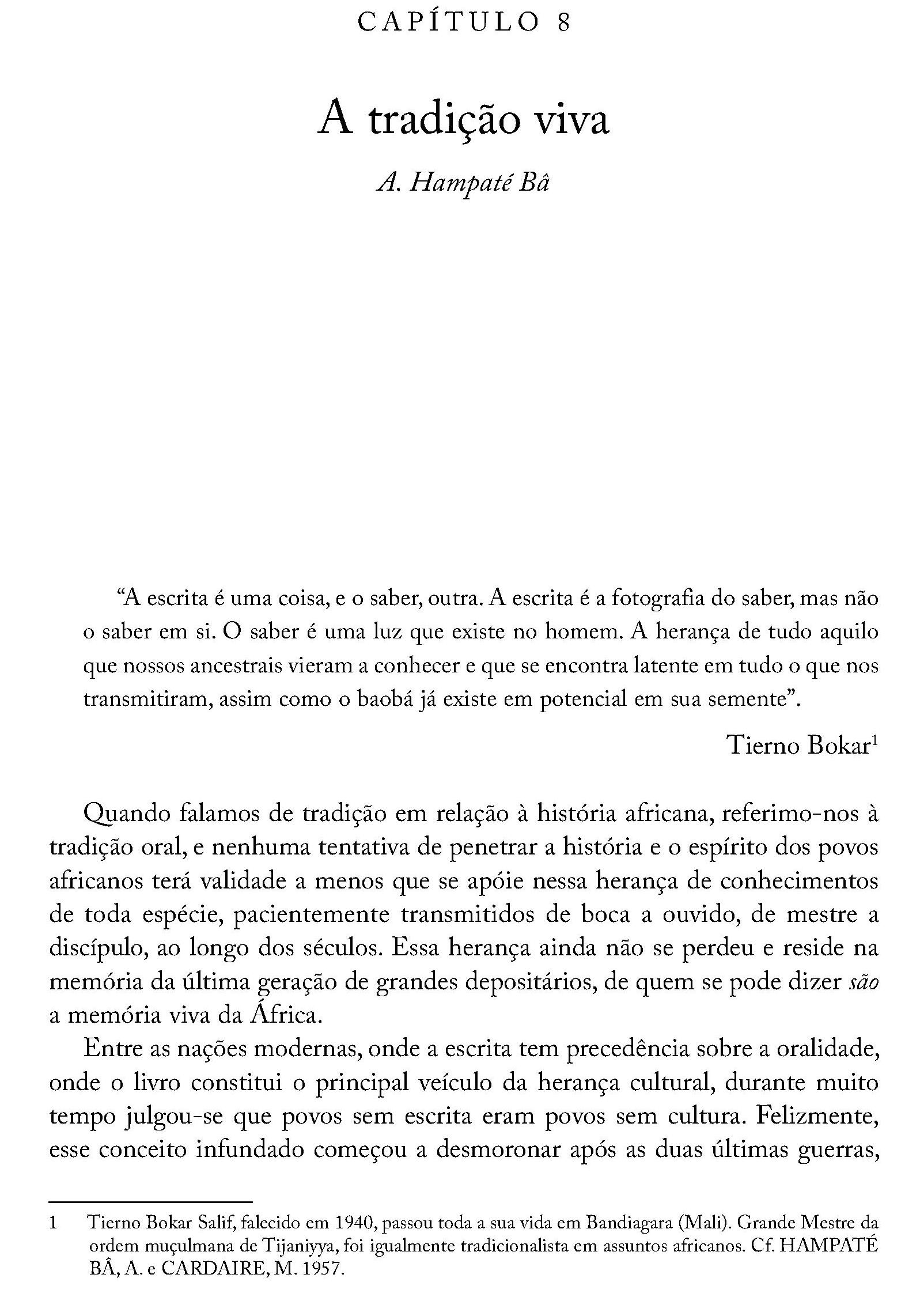
A tradição viva é um texto escrito por Hampâté Bâ, pode ser encontrado no capítulo 8 do primeiro livro da coleção História Geral da África.

Amadou Hampâté Bâ (Bandiagara, 1901 - Abidjan, 1991) foi um escritor malinês.

## Biografia
No cenário da alta brousse do Mali, nasce, em 1900, o filho de Hampâté Bâ e Kadidja Diallo - Amadou Hampâté Bâ - o mestre da tradição oral africana que, nos últimos anos de sua vida, fez repousar, sobre as páginas de sua autobiografia, as histórias vivenciadas desde a sua infância até sua juventude: Amkoullel, o menino fula. Baseado nas lembranças faz um relato de fatos memoráveis que marcaram sua trajetória, e embora publicados a título póstumo, eternizaram a força da palavra na tradição oral africana. Bâ (2003), como um “homem de conhecimento”, lança um olhar sobre a África que se move de dentro para fora e focaliza toda a diversidade e riqueza que compunham suas experiências infanto-juvenis.
As histórias contadas em Amkoullel, o menino fula têm seu desfecho na região da savana africana do Mali, especificamente em Bandiagara, onde viviam os fulas: pastores que guiavam seus rebanhos por toda África savânica, em busca de pastos, água fresca e ouvintes para transmitir toda a sabedoria que traziam na memória.
O pastor fula contava seu gado cotidianamente para não perdê-lo; do mesmo modo, fazia com as histórias, cada vez que as contava mais fácil seria encontrá-las na memória, pois, para o povo de tradição oral, a repetição não é defeito, mas sim um mecanismo de sobrevivência. Desde criança, o fula era treinado a escutar e olhar tão atentamente para o narrador que se fazia visível toda a história contada em sua minúcia, quase pictórica. Assim era guardada a força da palavra que mora na narrativa e nunca se apaga.

## Obras
- L'Empire peul du Macina (1955)
- Vie et enseignement de Tierno Bokar, le sage de Bandiagara (1957), adaptado ao teatro por Peter Brook em 2003.
- Kaïdara, récit initiatique peul (1969)
- L'Étrange Destin de Wangrin (1973, premiado com o Grand Prix de littérature d’Afrique noire em 1974)
- L’Éclat de la grande étoile (1974)
- Jésus vu par un musulman (1976)
- Petit Bodiel (conte peul) e versão em prosa de Kaïdara (1977)
- Njeddo Dewal mère de la calamité (198)
- La Poignée de poussière, contes et récits du Mali (1987)
- Amkoullel l’enfant peul (Mémoires I, 1991) e Oui mon commandant ! (Mémoires II, 1994) publicados após sua morte
- Il n'y a pas de petites querelles : nouveaux contes de la savane (Stock, 1999) onde se encontra o conto Le Cadavre de Hyène-Mère